# Rir para Não Chorar
Rir para Não Chorar é um filme rodado em 2018 em Brasília e lançado em 20 de outubro de 2022. Dirigido e roteirizado por Cibele Amaral, o longa é protagonizado pelo humorista Rafael Cortez além de contar com um elenco experiente na comédia.
O filme teve a pré-estreia lançada no dia 17 de outubro no Espaço Itaú de Cinema no Shopping Frei Caneca, em São Paulo, com a presença de todo o elenco.

## Sinopse
Um comediante de sucesso entra em crise depois que sua mãe morre. Ele se percebe fortemente apegado e dependente afetivamente dela. Acaba se convencendo de que não é mais engraçado e que uma “nuvem de tristeza” lhe persegue. Faz de tudo para tentar recuperar sua comicidade perdida: acupuntura, biodança, constelação familiar, hipnose e tudo isso ajuda, mas não resolve. Seu estado é patético e, por isso mesmo, as situações são hilárias. Já quase sem esperanças, Flávio procura uma terapia de choque comum psicólogo/psiquiatra alemão muito radical. Com a ajudado médico, entende que precisa amadurecer e resgatar sua criança interior que está sozinha e assustada.

## Elenco e personagens

### Elenco Principal
| Ator/Atriz        | Personagem              |
| ----------------- | ----------------------- |
| Rafael Cortez     | Flávio Pontes           |
| Fafy Siqueira     | Dona Graça              |
| Mariana Xavier    | Joice                   |
| Serjão Loroza     | Mauro                   |
| Catarina Abdalla  | Tia Neide               |
| Wandi Doratiotto  | Almeida                 |
| Luci Pereira      | Francisca               |
| Elisa Lucinda     | Psicóloga               |
| Marcelo Mansfield | Psicólogo               |
| Jovane Nunes      | Feirante                |
| Wanessa Morgado   | Wanessa                 |
| Erik Doria        | Flavio Pontes (jovem)   |
| Caísa Tibrúrcio   | Dona Graça (jovem)      |
| Bia Nogueira      | Joice (jovem)           |
| Victor Leal       | Homem no estacionamento |
| Ricardo Pipo      |                         |
| André Deca        | Médico                  |
| Tereza Padilha    |                         |
| Chico Sant'Anna   | Padre                   |
| Andrade Júnior    | Carteiro                |

### Participações Especiais
| Ator/Atriz         | Personagem   |
| ------------------ | ------------ |
| Oscar Filho        | Ghost Writer |
| Maurício Meirelles | Ele mesmo    |
| Renato Albani      | Ele mesmo    |
| Bruna Louise       | Ela mesma    |